# Netelia diversa
Netelia diversa là một loài tò vò trong họ Ichneumonidae.